# Cancricepon anagibbosus
Cancricepon anagibbosus is een pissebed uit de familie Bopyridae. De wetenschappelijke naam van de soort is voor het eerst geldig gepubliceerd in 1971 door Bourdon.